# Караїмська вулиця (Євпаторія)
Караїмська вулиця (крим. Qaraylar soqağı) — вулиця в місті Євпаторія. Бере свій початок з вулиці Матвєєва і закінчується вулицею Дмитра Ульянова, знаходиться у старій частині міста. Названа на честь одного з корінних народів України — караїмів.
За радянських часів (до 1990-х років) вважалася продовженням вулиці Матвєєва.

## Пам'ятки архітектури
- За адресою вул. Караїмська, 68 розташовані караїмські кенаси — культова споруда караїмів, одного з найбільш малочисельних корінних народів України, що сформувався у Криму. Комплекс створений наприкінці VIII ст. — початку XIX ст. на місці давнішого караїмського храму в центрі середньовічного Кезлева.
- Купецька синагога — головна єврейська синагога Євпаторії, побудована на кошті купців. (Караїмська вул., 33)
- Одун-базар капуси — зруйнована i пізніше відновлена вежа з брамою міста-фортеці Ґезльов, розташована на перетині сучасних вулиць Караїмської та Караєва.